# Massiccio del Bernina
Il massiccio del Bernina è un massiccio montuoso delle Alpi Retiche occidentali (Alpi del Bernina), situato al confine tra Lombardia (Italia) (provincia di Sondrio) e Svizzera (Canton Grigioni). Culminante a 4050 m s.l.m. col pizzo Bernina, il quattromila più orientale delle Alpi, è uno dei principali e più alti massicci montuosi delle Alpi, il più elevato delle intere Alpi Retiche davanti al gruppo Ortles-Cevedale. 
La vetta principale è per circa 200 metri in territorio svizzero; la Punta Perrucchetti alta 4.020 m e seconda vetta del Gruppo, è invece la cima più alta della Lombardia, conosciuta pure come la 'vetta italiana' del Bernina. Oltre a queste due cime di oltre 4.000 m, il Gruppo conta ben 6 vette sopra i 3.900 m tra cui il Pizzo Zupò che con i suoi 3.996 metri sfiora di pochissimo i 4.000. È attraversato dalla Ferrovia del Bernina che collega Tirano a Sankt Moritz, ed è stato dipinto dall'importante pittore lombardo Emilio Longoni. È sede di numerosi ghiacciai molto estesi sia sul versante svizzero che su quello lombardo.

## Classificazione

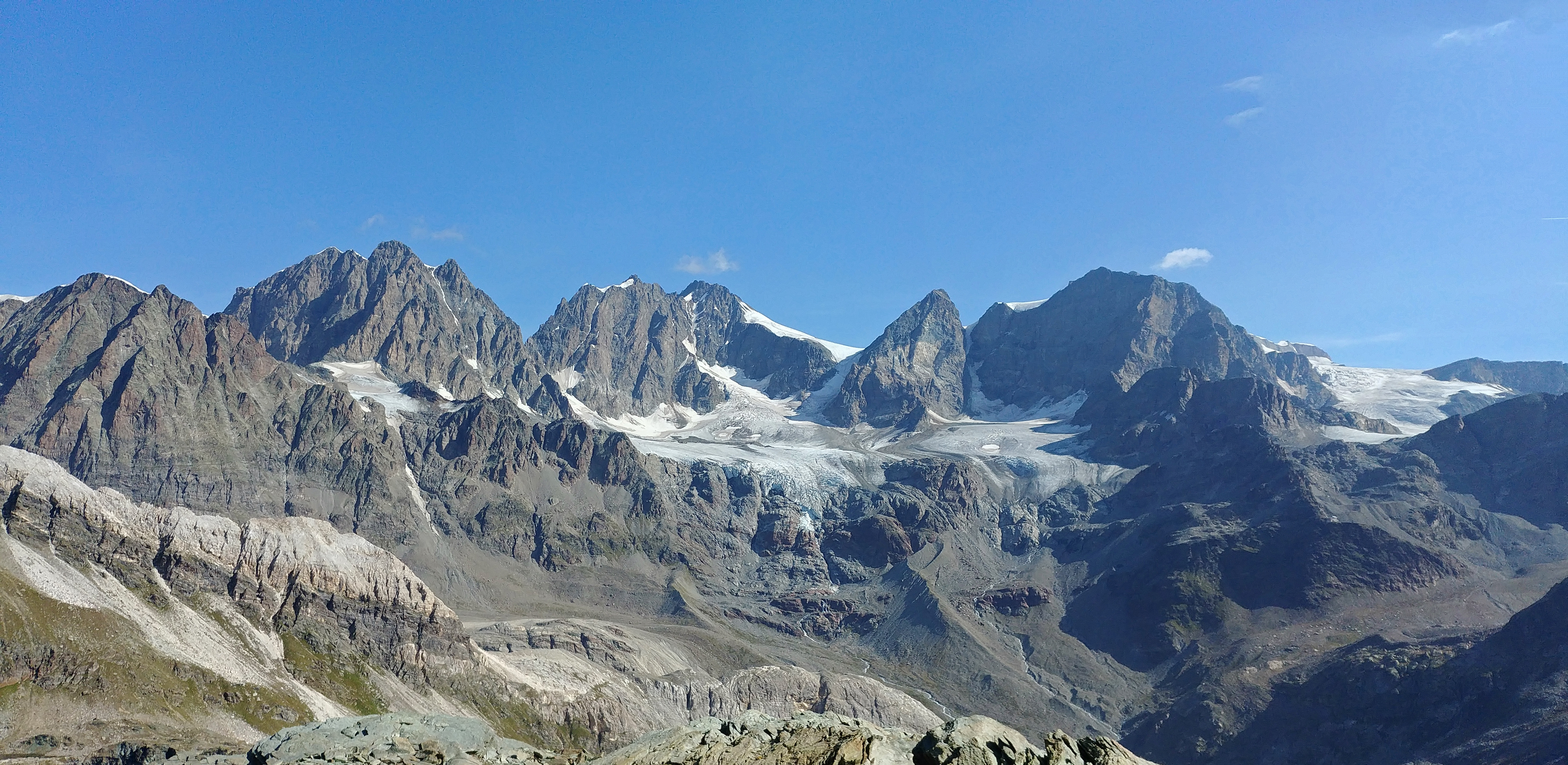
Il lato italiano del massiccio

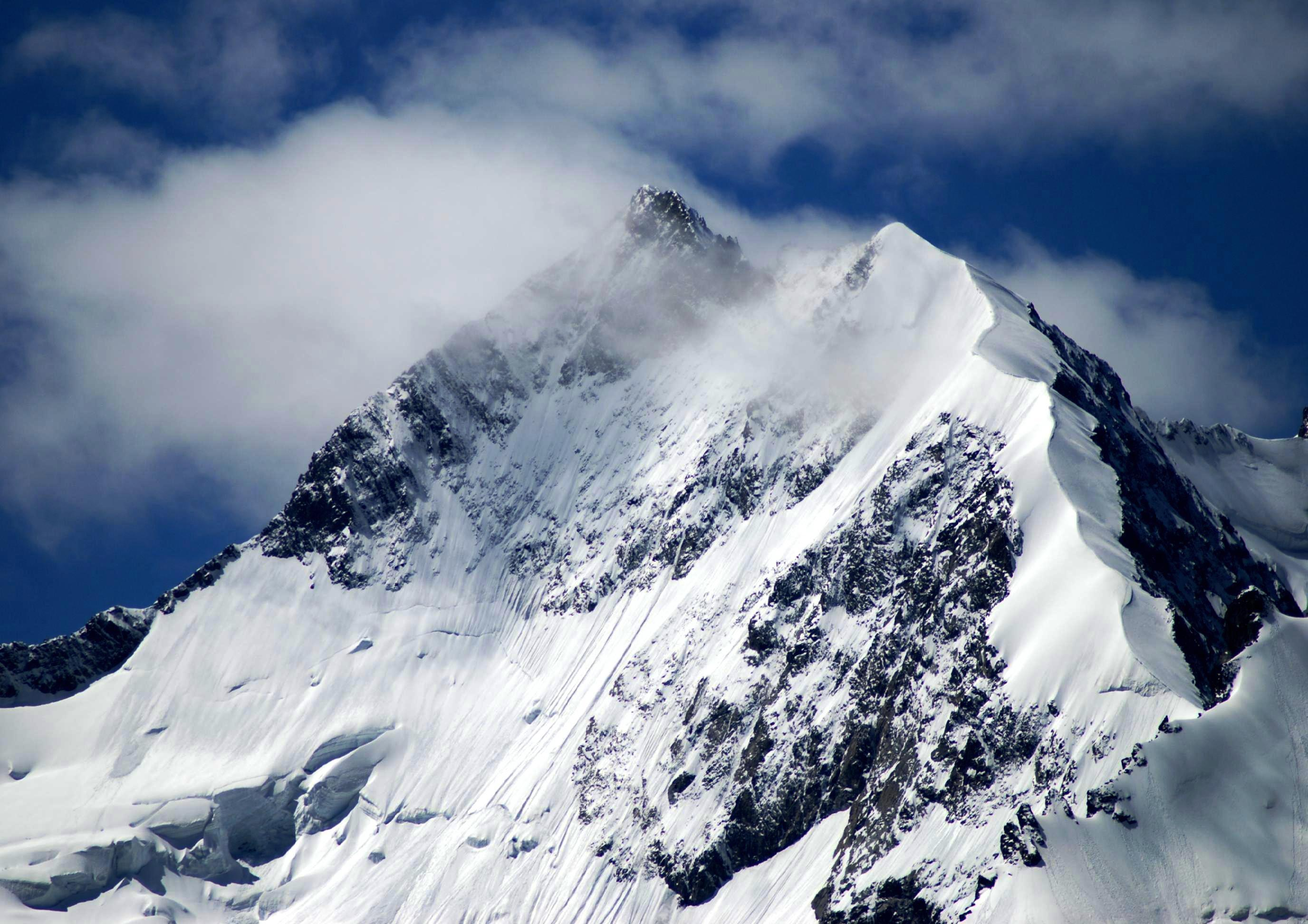
La vetta del Pizzo Bernina e la cresta Biancograt

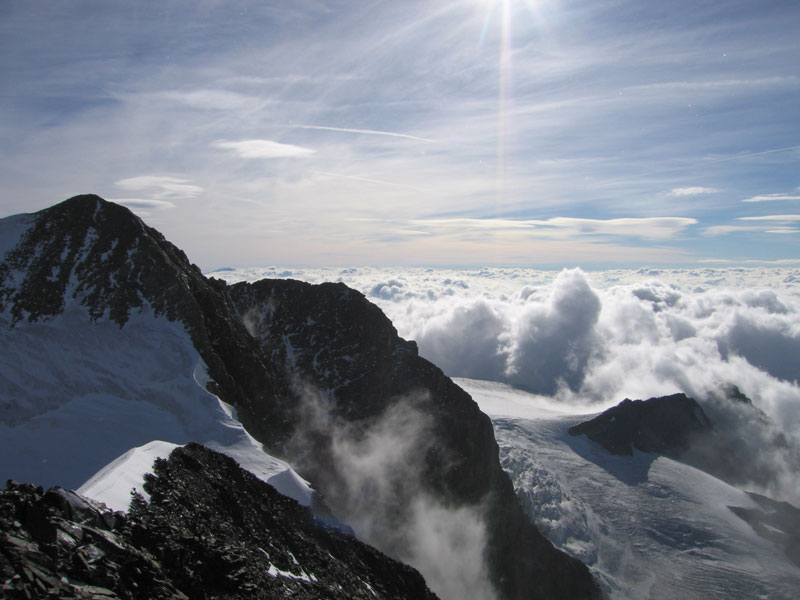
Piz Zupò

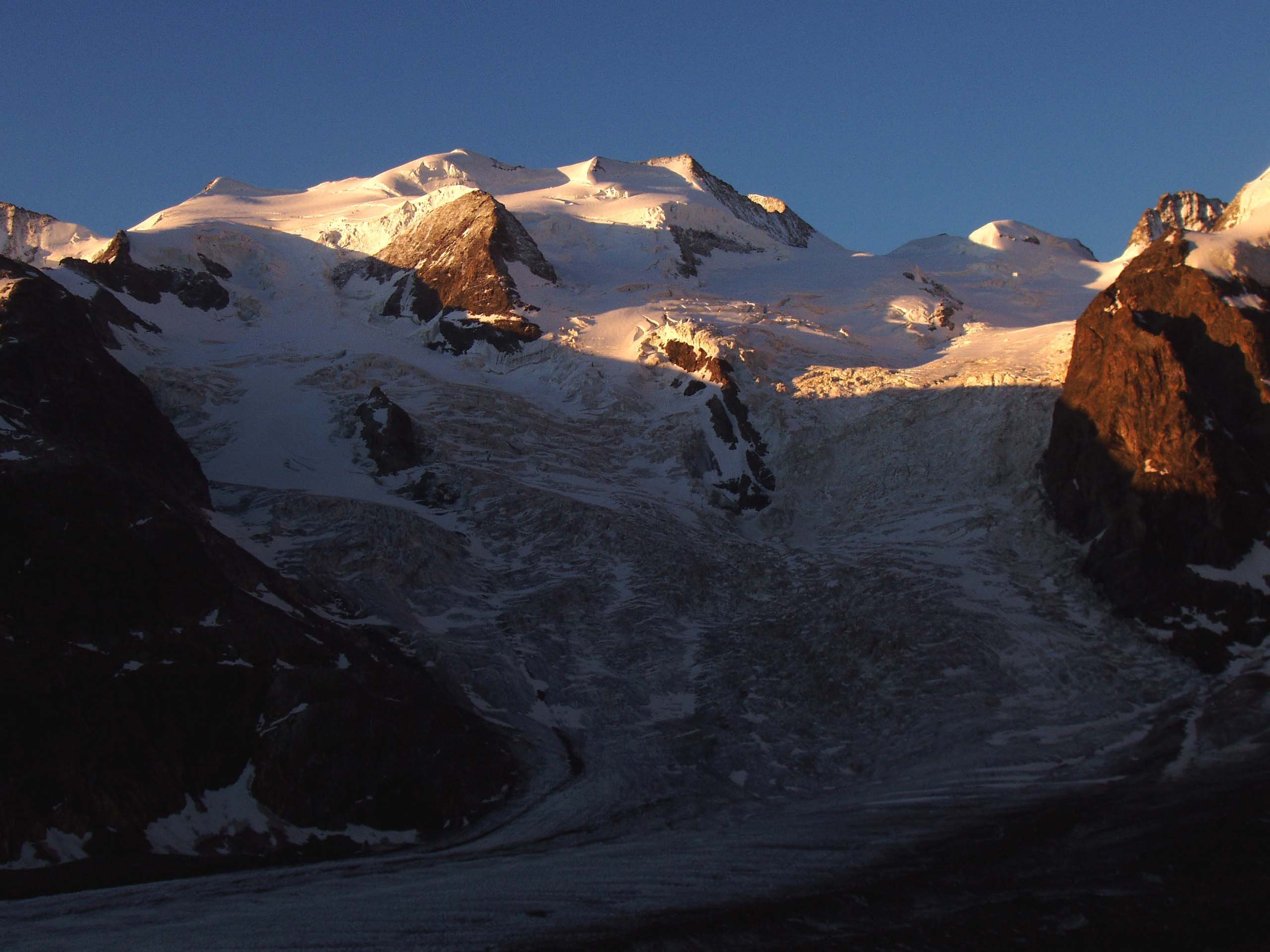
Piz Argient

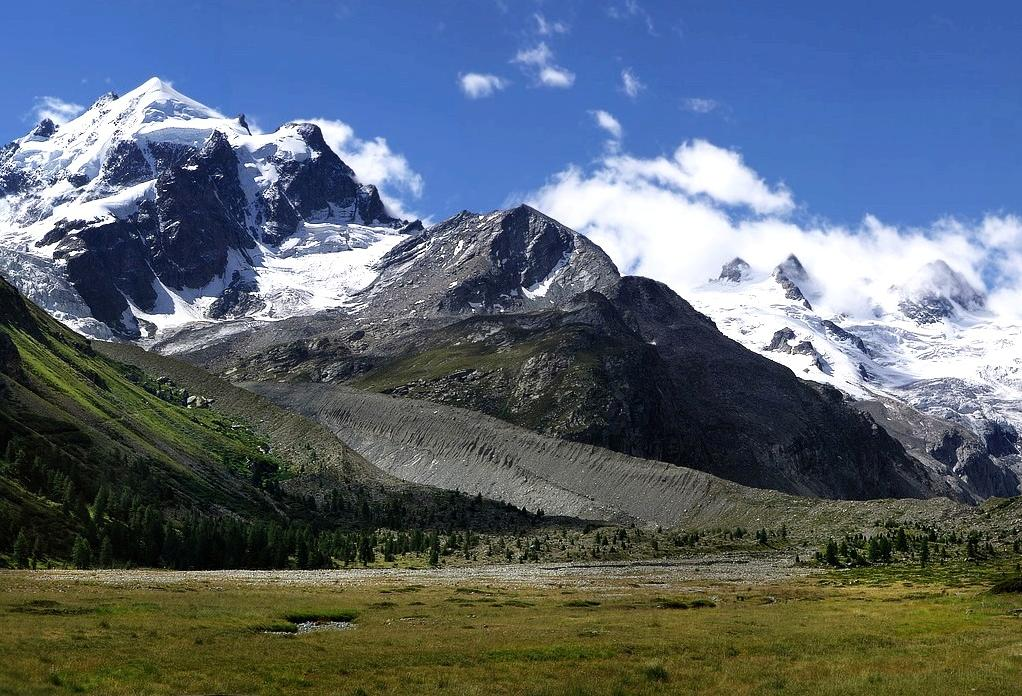
Il Piz Roseg

Secondo la SOIUSA il massiccio del Bernina è un gruppo alpino con la seguente classificazione:
- Grande parte = Alpi Orientali
- Grande settore = Alpi Centro-orientali
- Sezione = Alpi Retiche occidentali
- Sottosezione = Alpi del Bernina
- Supergruppo = Catena Bernina-Scalino
- Gruppo = Massiccio del Bernina
- Codice = II/A-15.III-A.1

## Delimitazioni
Ruotando in senso orario i limiti geografici del massiccio sono: passo del Maloja, Engadina, val Bernina, passo del Bernina, alta val Poschiavo, passo Confinale, valle di Campo Moro, alta Valmalenco, passo del Muretto, passo del Maloja.

## Suddivisione
Secondo la SOIUSA il massiccio del Bernina è suddiviso in cinque sottogruppi:
- Sottogruppo del Tre Mogge (a)
- Sottogruppo del Gluschaint (b)
  - Cresta del Gluschaint (b/a)
  - Costiera del Corvatsch (b/b)
- Sottogruppo del Bernina (c)
- Sottogruppo dello Zupò (d)
- Sottogruppo del Piz Palü (e)

## Principali cime
Le principali montagne del massiccio sono:
- Pizzo Bernina, 4.049 m s.l.m.
- Punta Perrucchetti, 4.020 m s.l.m.
- Pizzo Zupò, 3.996 m
- Pizzo Bianco, 3.995 m
- Piz Scerscen, 3.971 m
- Piz Argient, 3.945 m
- Piz Roseg. 3.937 m
- Bellavista, 3.922 m
- Piz Palü, 3.901 m
- Crast' Agüzza, 3.854 m
- Piz Morteratsch, 3.751 m
- Piz Cambrena, 3.603 m
- Piz Glüschaint, 3.594 m
- La Sella, 3.584 m
- Piz Tschierva, 3.546 m
- Piz Varuna, 3.453 m
- Piz Corvatsch, 3.451 m
- Pizzo delle Tre Mogge, 3.441 m
- Diavolezza, 2.978 m

## Ghiacciai
È ricoperto di numerosi ghiacciai, che però negli ultimi anni si sono molto ridotti in dimensioni. Nella Val Morteratsch vi sono i ghiacciai più grandi, dai quali, più in basso, si dipartono le due lingue del Morteratsch e del Pers. Nella parte più alta della Val Roseg si trovano due ghiacciai: il Roseg e il Tschierva. I fiumi di queste due valli, l'Ova da Roseg e la Berninabach, confluiscono formando il fiume Flaz che poi sfocia nell'Inn. A est si trova il Ghiacciaio del Palü e a sud i ghiacciai dello Scerscen e della Fellaria.

## Rifugi alpini

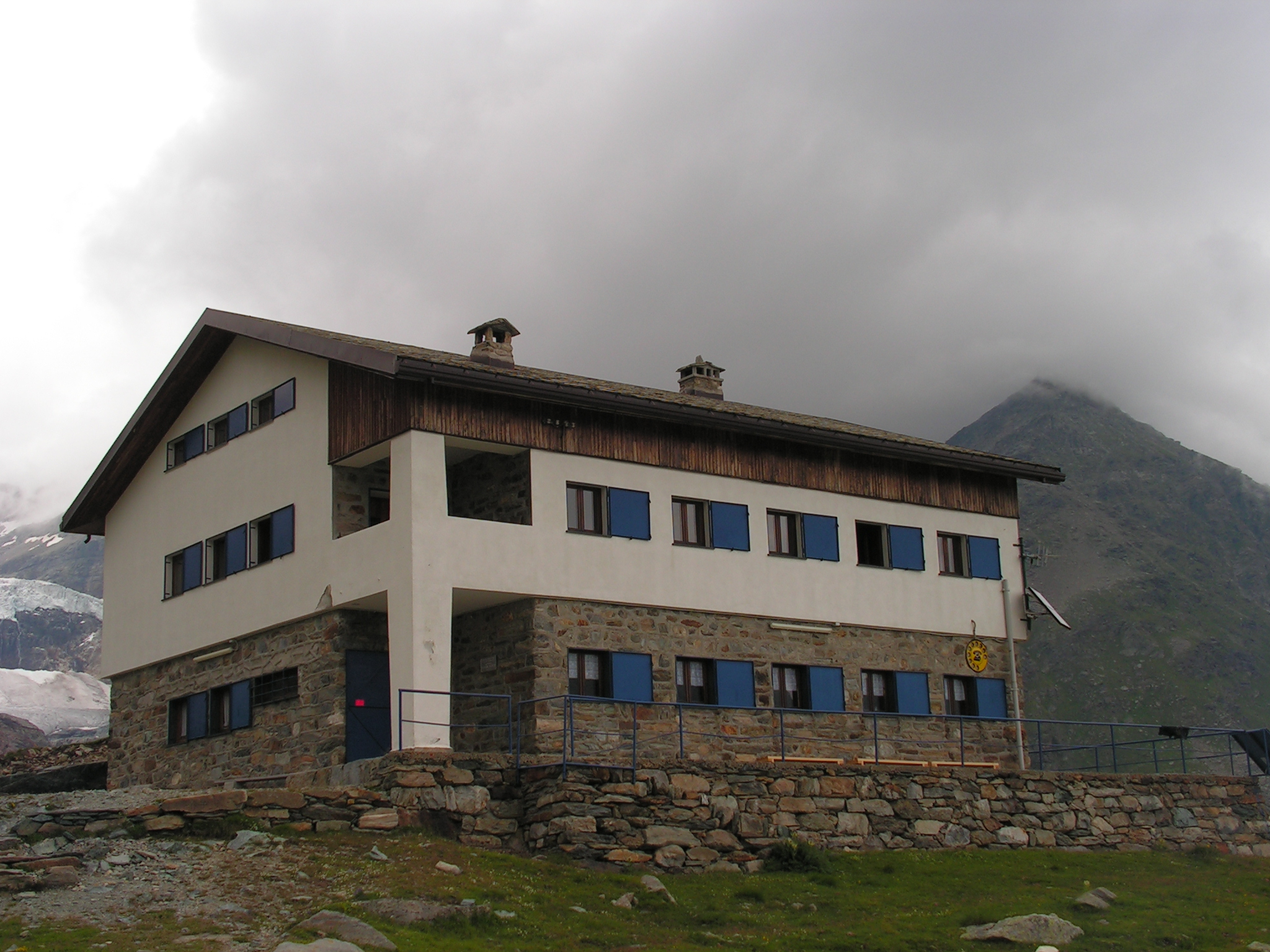
Rifugio Roberto Bignami

Per facilitare l'escursionismo di alta montagna e la salita alle vette intorno al massiccio vi sono alcuni rifugi:
- rifugio Marco e Rosa - 3.609 m
- rifugio Marinelli Bombardieri - 2.813 m
- rifugio Carate Brianza - 2.636 m
- Bovalhütte - 2.495 m
- rifugio Roberto Bignami - 2.401 m

## Galleria d'immagini

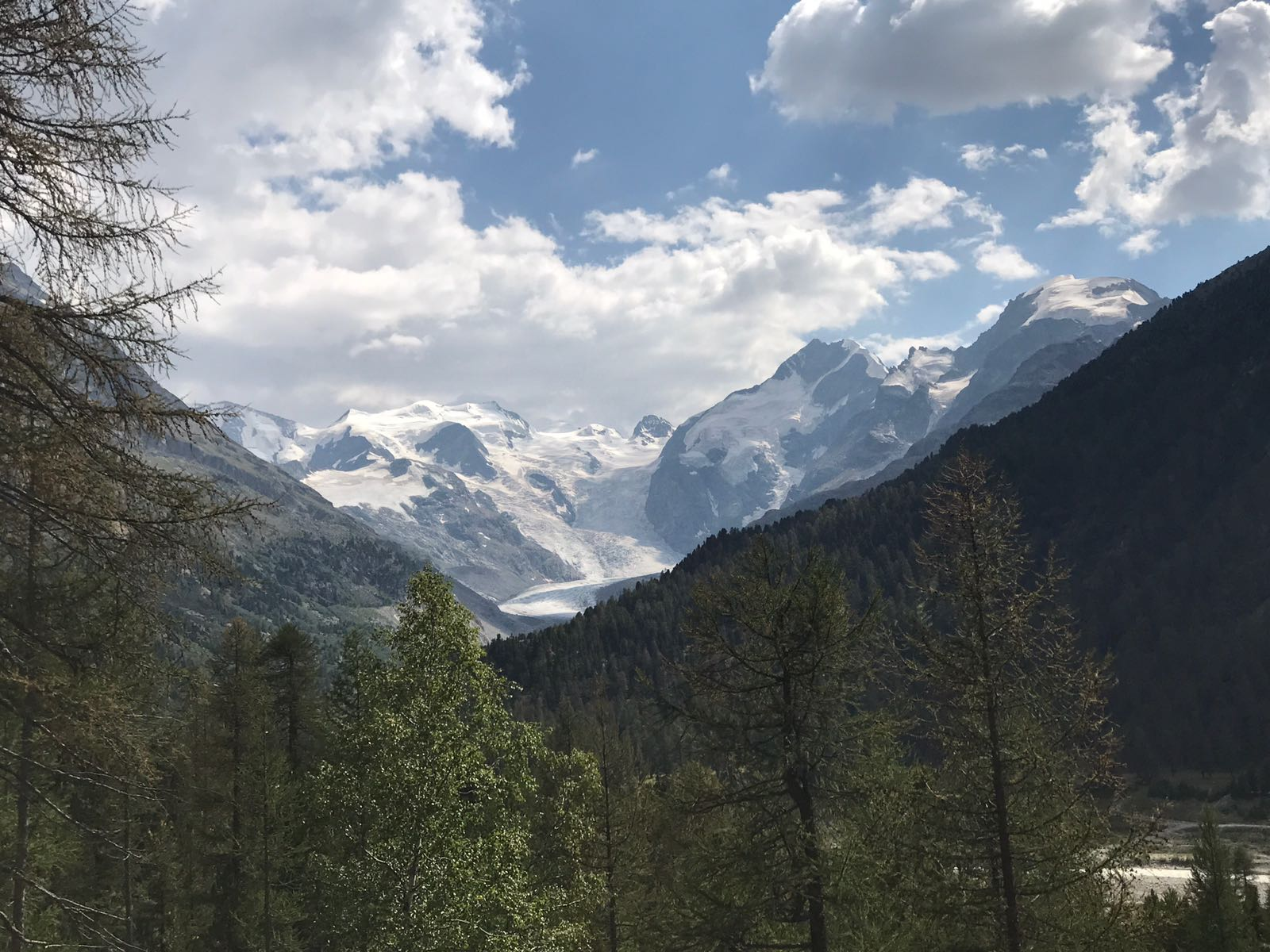
Ghiacciaio del Bernina visto dalla Svizzera (2018)

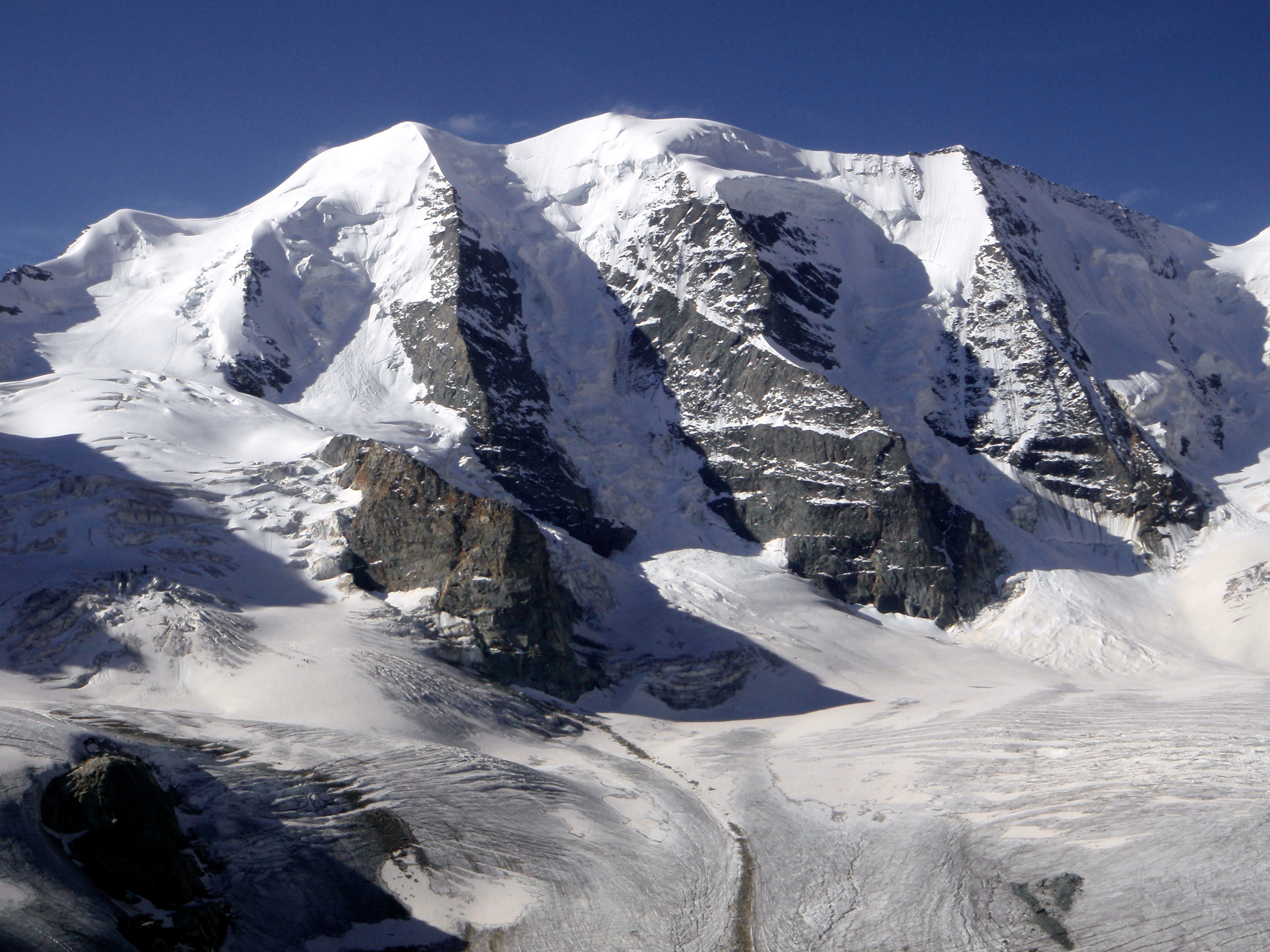
Piz Palü
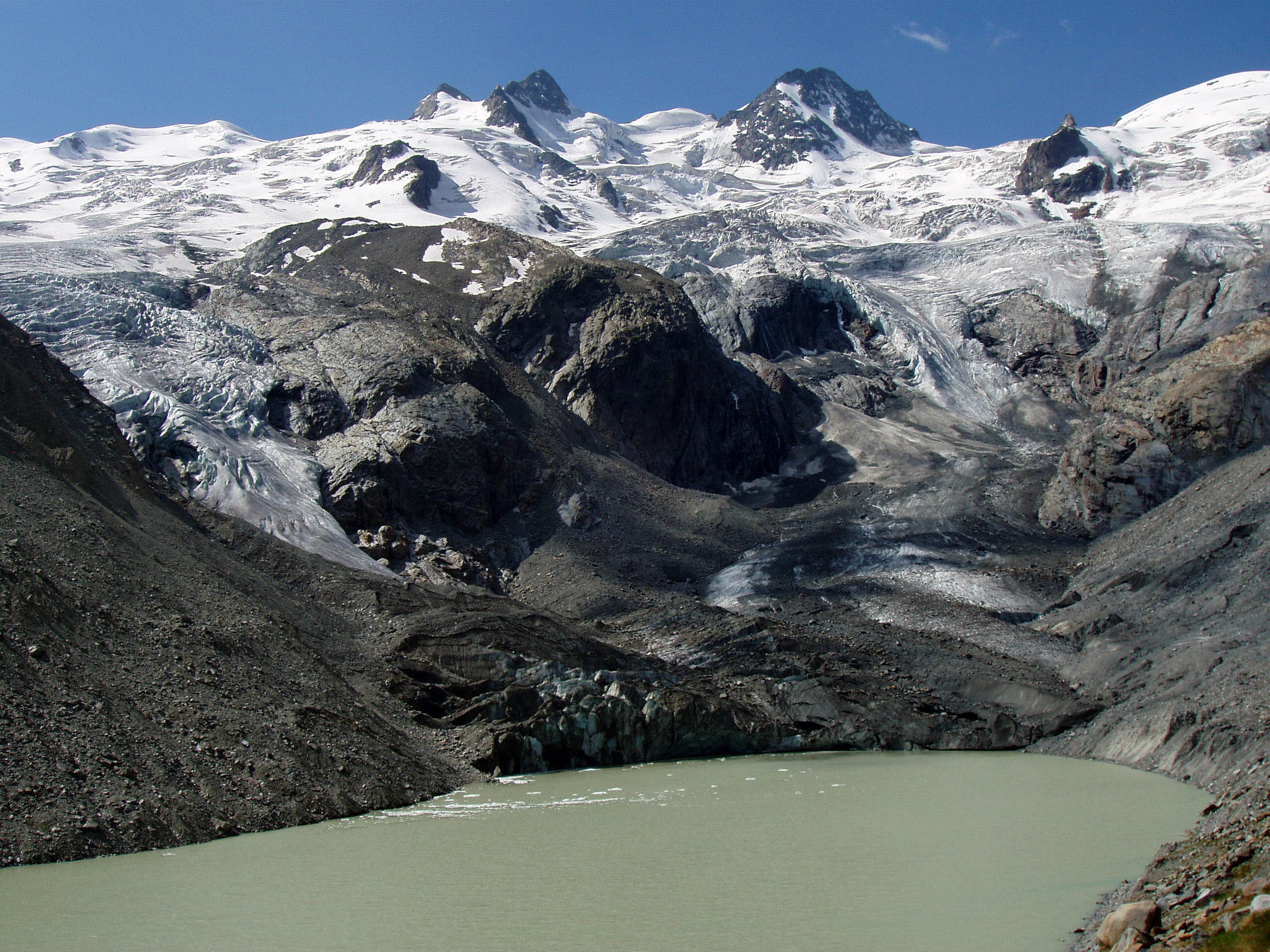
Spigolo della Sella e il ghiacciaio del Roseg
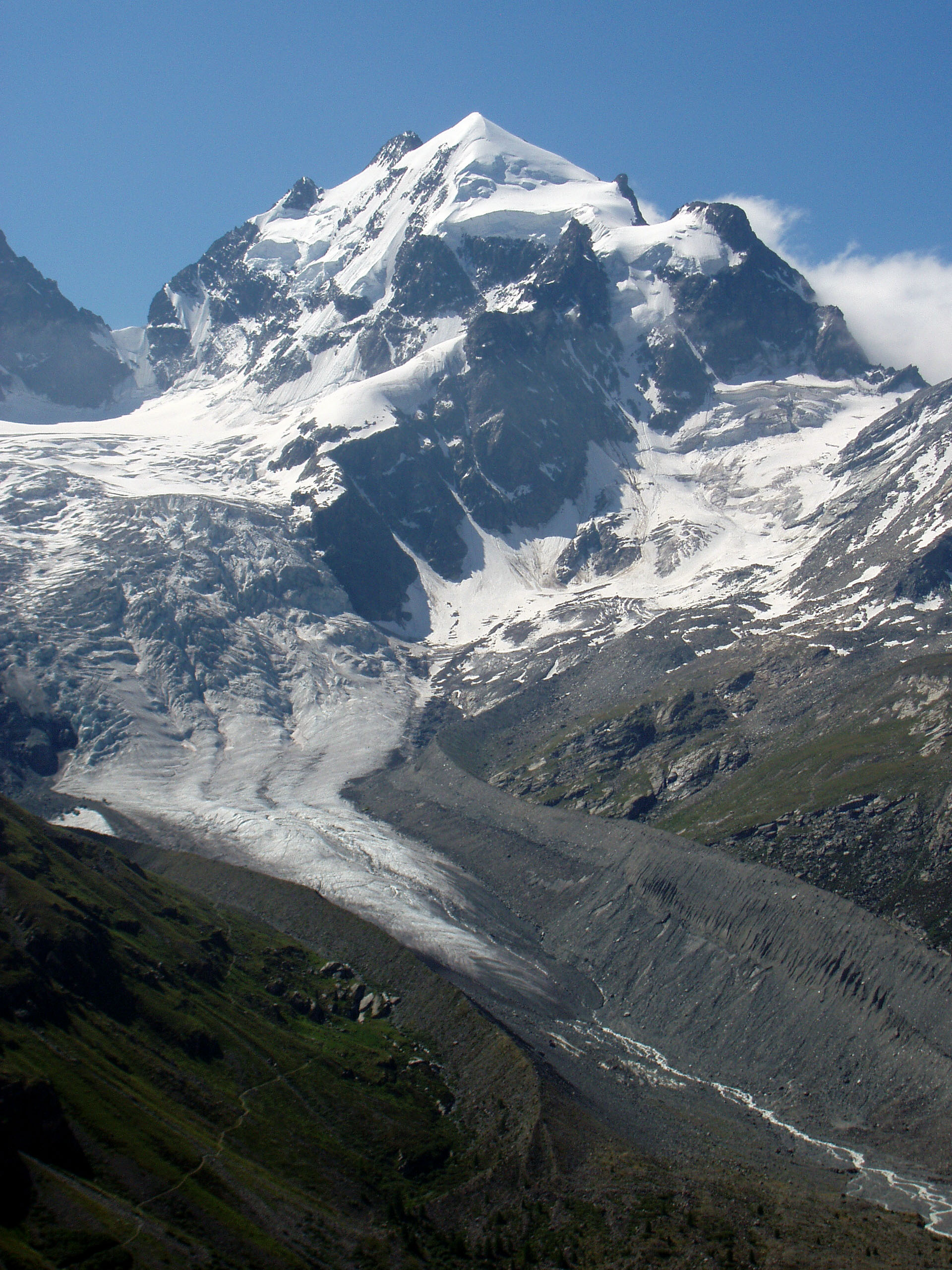
Piz Roseg con il ghiacciaio della Tschierva
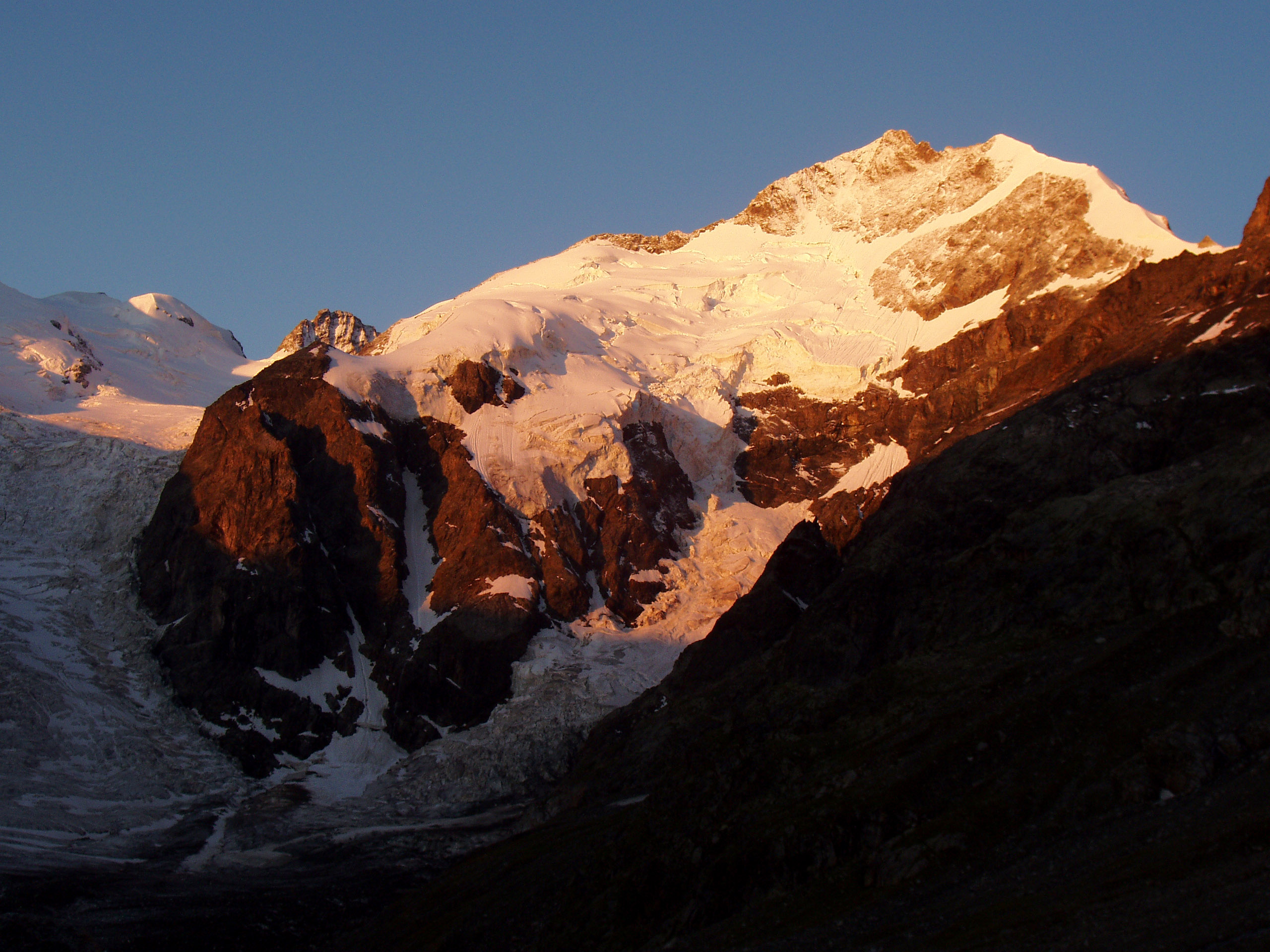
Pizzo Bernina all'alba
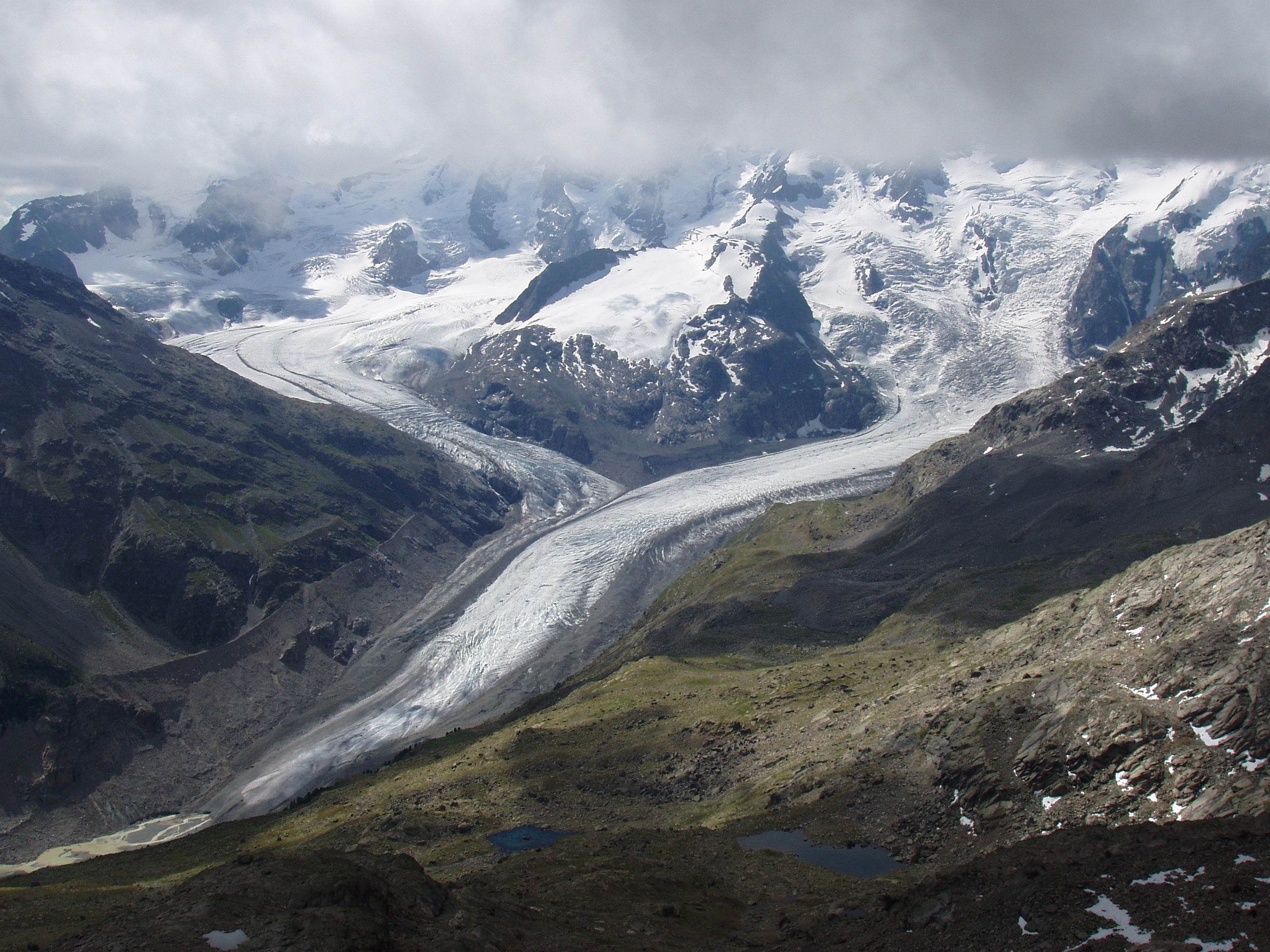
Ghiacciaio del Morteratsch e il ghiacciaio del Pers
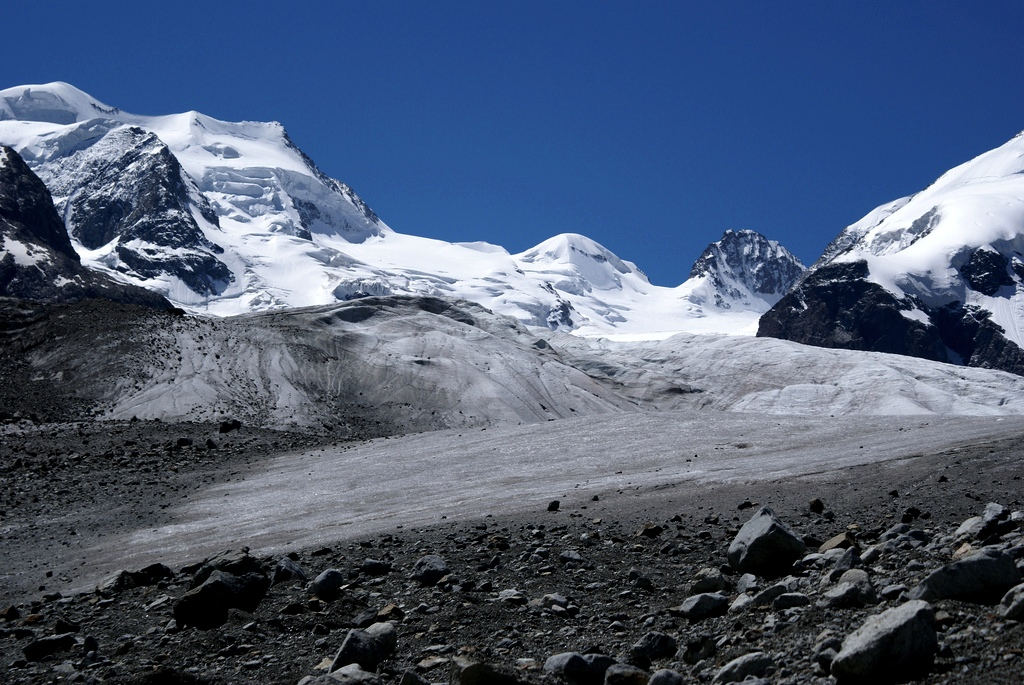
Vedrette del Morteratsch
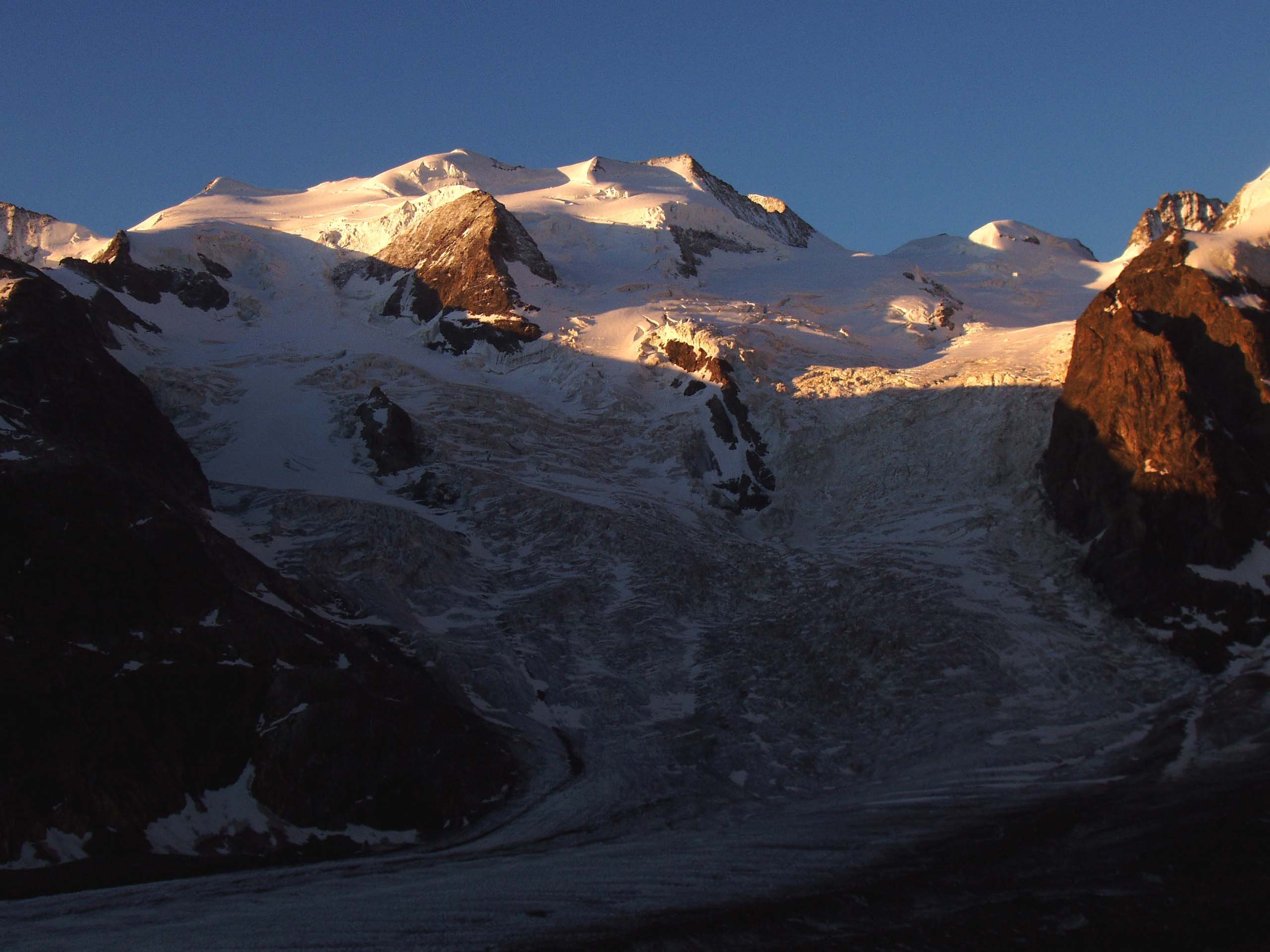
Bellavista visto dalla Capanna Boval
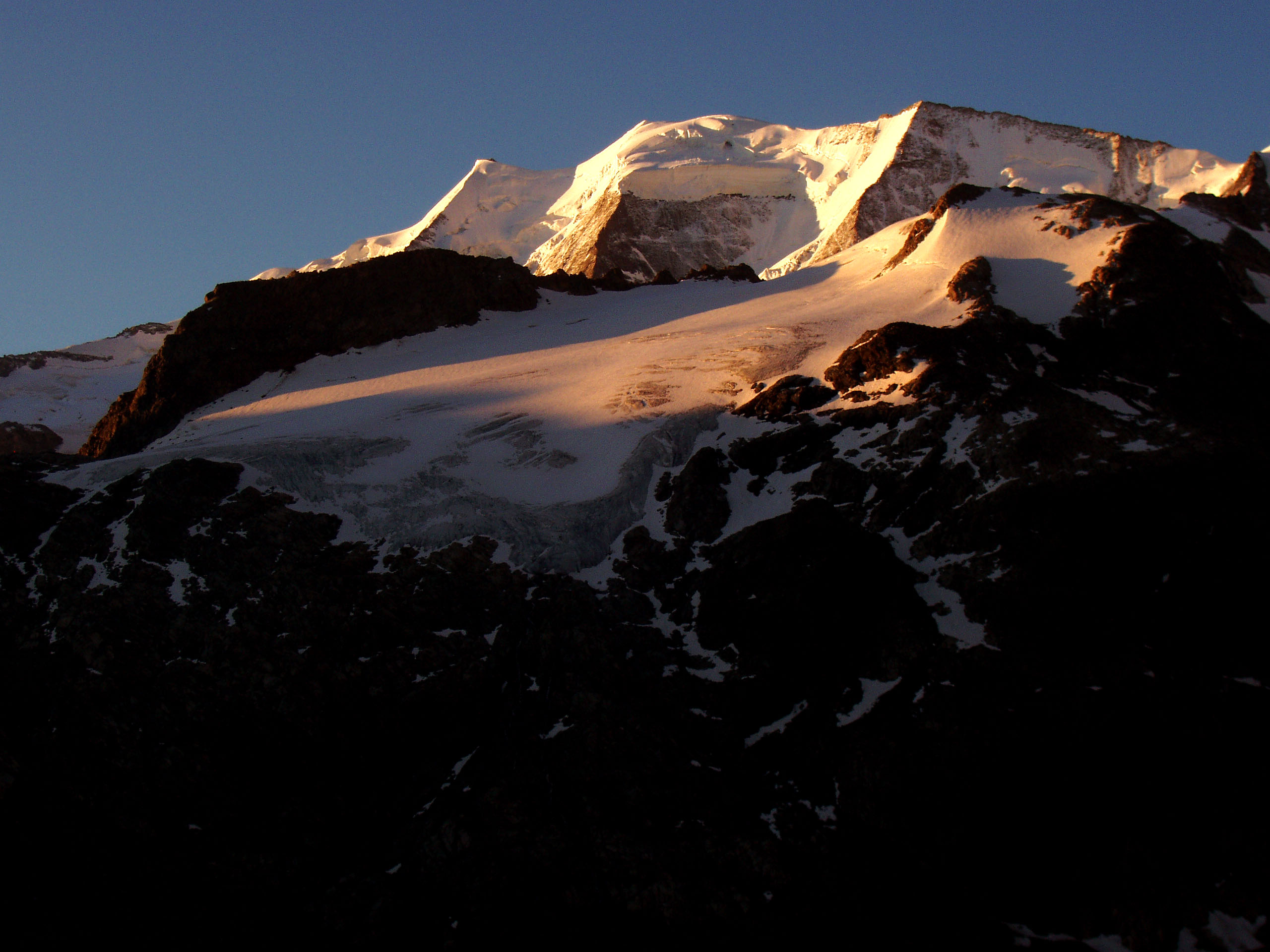
Piz Palü visto all'alba dalla Capanna Boval
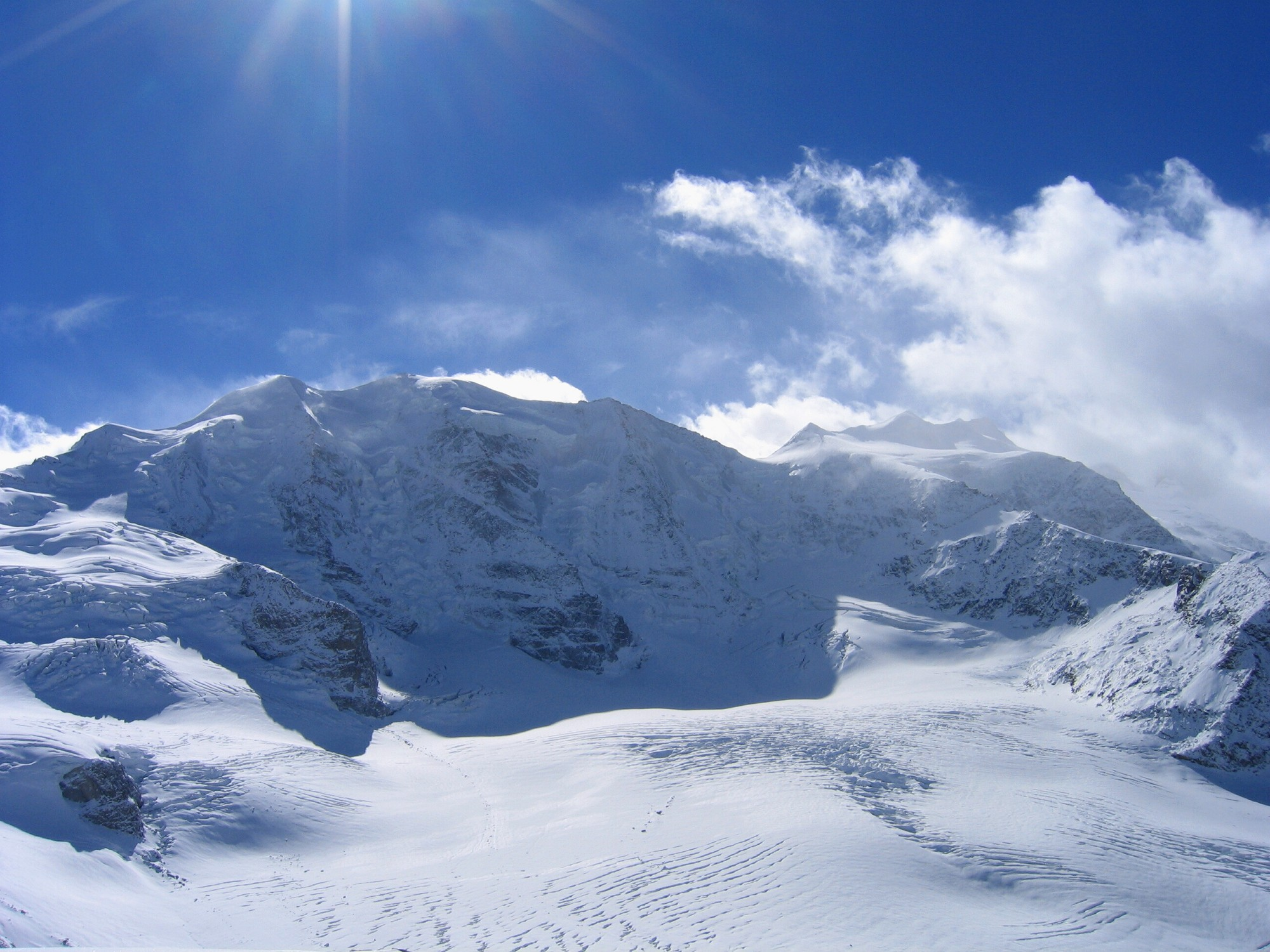
Piz Palü e Bellavista visti dalla cima Diavolezza
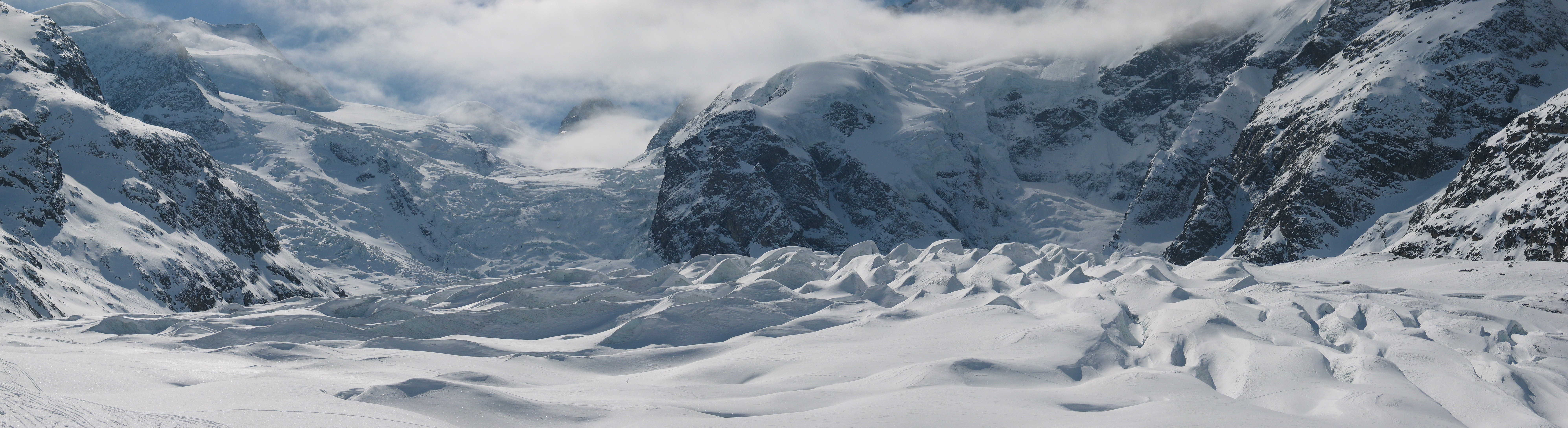
Il ghiacciaio del Morteratsch
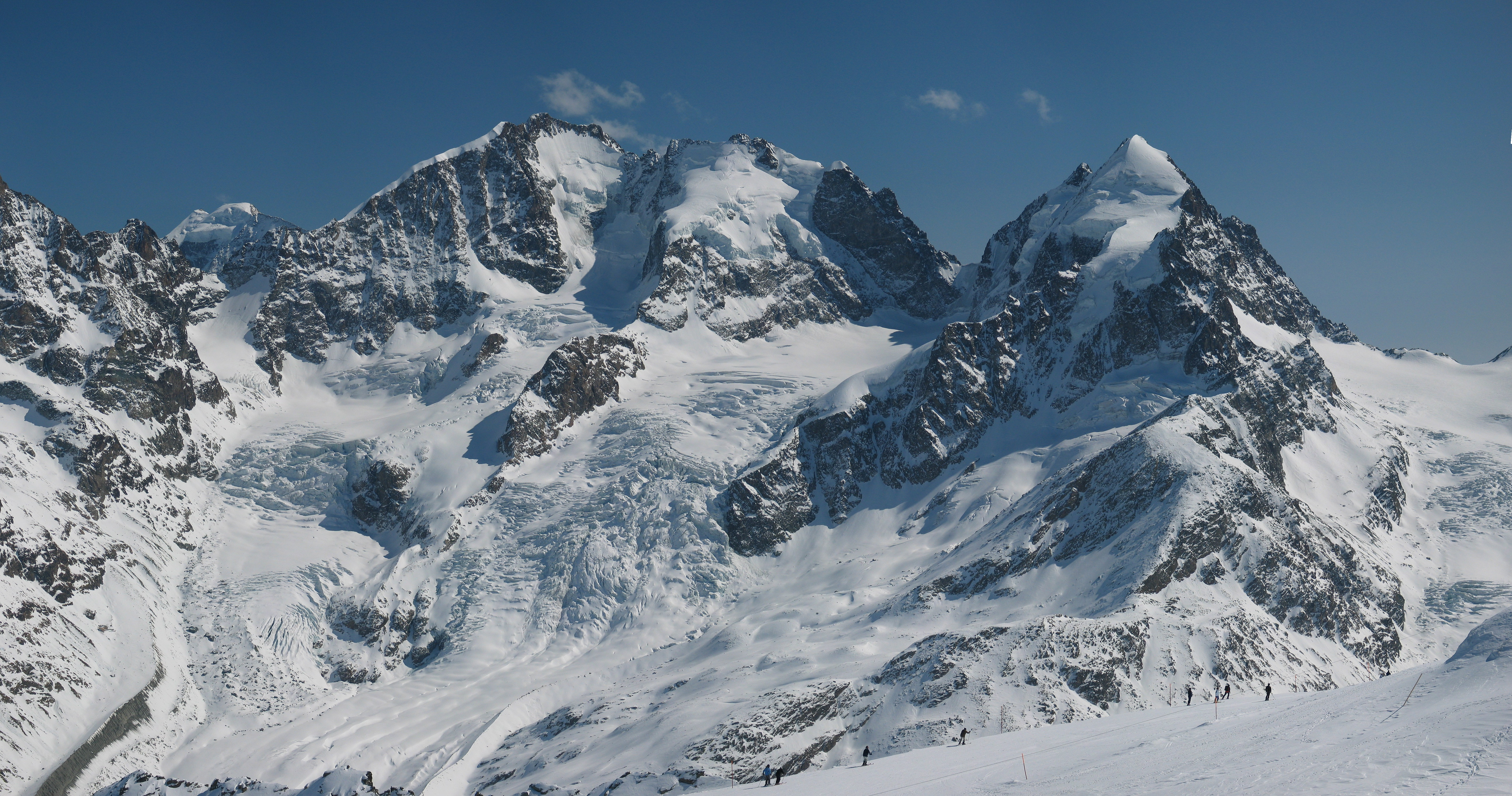
Il ghiacciaio della Tschierva visto dal Piz Corvatsch
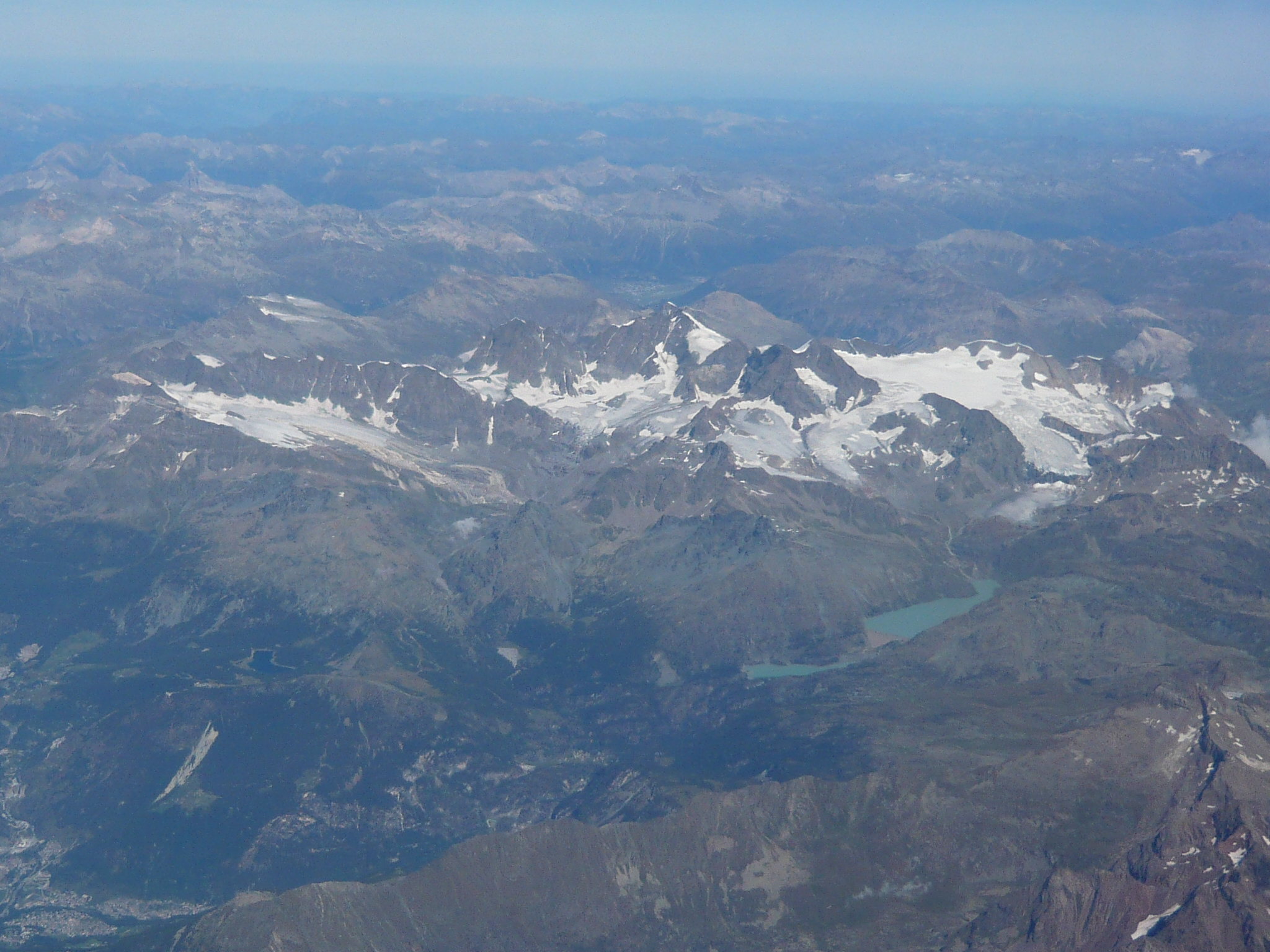
Massiccio del Bernina visto dal versante italiano
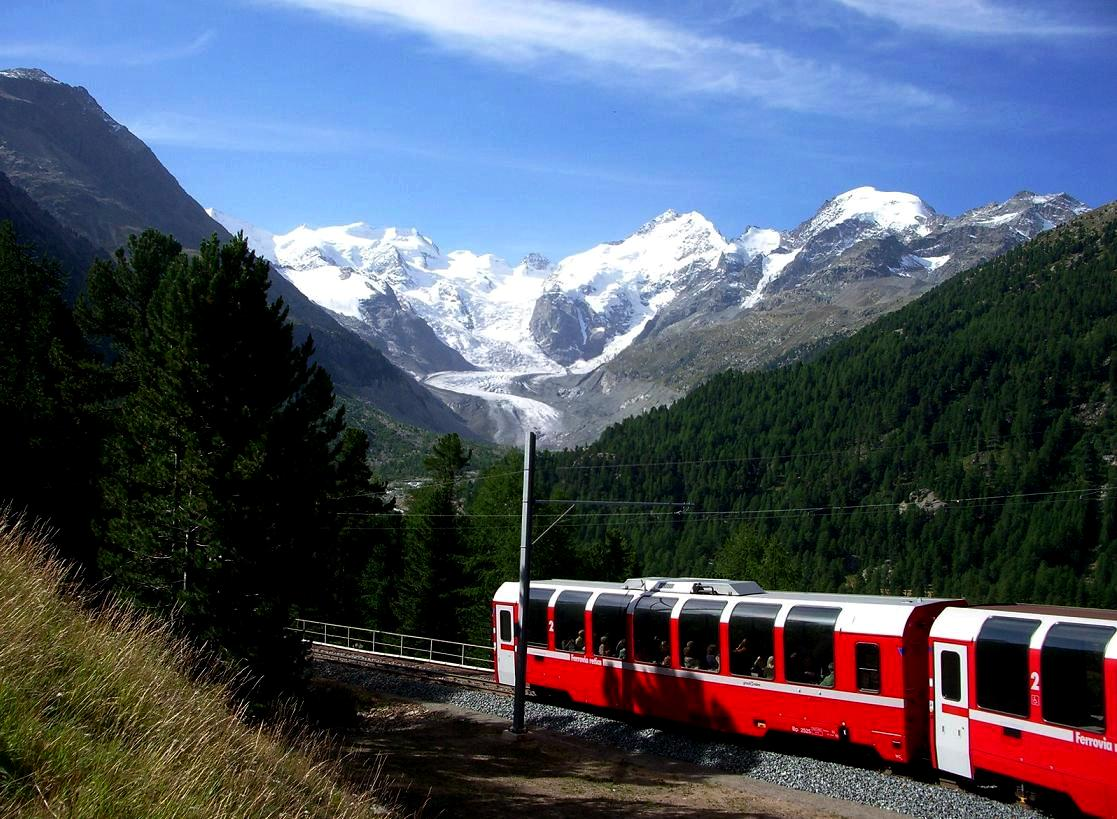
Il massiccio del Bernina e il Bernina Express
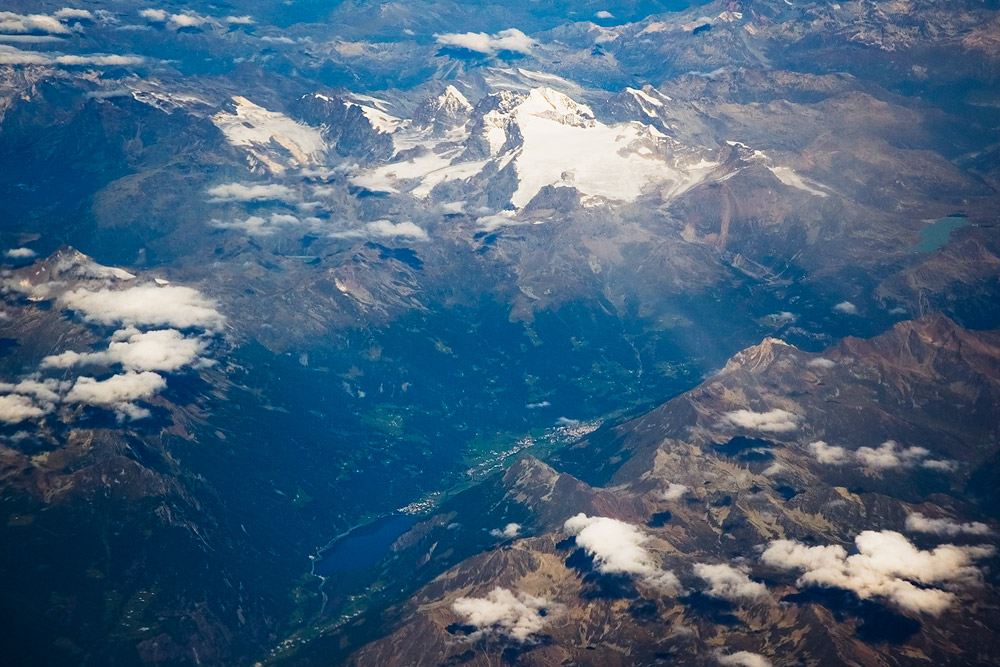
Il massiccio del Bernina visto da 10.000 m.
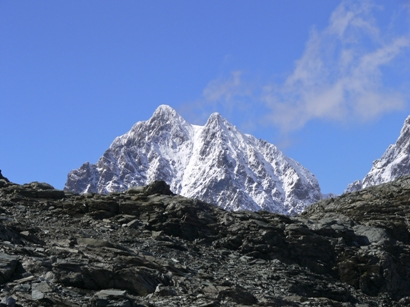
Una delle cime del massiccio del Bernina vista dal monte Sasso Moro